# Arnium lanuginosum
Arnium lanuginosum är en svampart som beskrevs av Nitschke 1873. Arnium lanuginosum ingår i släktet Arnium och familjen Lasiosphaeriaceae.   Inga underarter finns listade i Catalogue of Life.